# Acryptolaria longitheca
Acryptolaria longitheca är en nässeldjursart som först beskrevs av George James Allman 1877.  Acryptolaria longitheca ingår i släktet Acryptolaria och familjen Lafoeidae. Inga underarter finns listade i Catalogue of Life.